# Tessins palads
Tessins palads (svensk: Tessinska palatset) er et byhus i barokstil i Gamla stan, der er den gamle bydel i Stockholm. Bygningen ligger ved siden af Stockholms slot ud mod Slottsbacken, og har de to stræder Finska Kyrkogränd og Bollhusgränd på hver sin side.
Huset blev opført mellem 1694 og 1700 af arkitekten Nicodemus Tessin den yngre. Tessins søn, Carl Gustaf Tessin, arvede de, men blev nødt til at sælge den i 1755 af økonomiske årsager. Senere kom den i kronens besiddelser, og den har været brugt af Stockholms overstatholder og senere af landshøvdingen i Stockholms län.